# Huamanpinta (Huaraz)
Huamanpinta (en quechua ancashino Wamanpinta) es una montaña en la Cordillera Blanca en los Andes centrales del Perú que alcanza una altura de aproximadamente 4400 metros (14 436 pies), se encuentra en el distrito de Pira en la provincia de Huaraz, región Áncash.
Huamanpinta es el nombre común para la planta: Chuquiraga spinosa.